# Hall of Flames
Hall of Flames — перша збірка пісень випущена німецьким павер-метал гуртом Edguy у 2004 році. До цього альбому увійшли композиції записані на AFM Records.
На першому диску міститься збірка пісень з 1997 року. Другий диск містить багато рідкісних композицій, як ексклюзивних синглів так і концертних треків.

## Список композицій

### Перший диск
1. «Tears of a Mandrake» (сингл) — 5:00 (з альбому "Mandrake)
2. «Jerusalem» — 5:28 (з альбому «Mandrake»)
3. «Out of Control» — 5:03 (from «Vain Glory Opera»)
4. «The Headless Game» — 5:29 (з альбому «Theater of Salvation»)
5. «Scarlet Rose» — 5:11 (з альбому «Vain Glory Opera»)
6. «Nailed to the Wheel» — 5:40 (з альбому «Mandrake»)
7. «Vain Glory Opera» — 6:10 (з альбому «Vain Glory Opera»)
8. «Theater of Salvation» — 12:24 (з альбому «Theater of Salvation»)
9. «Key to My Fate» (2000 Version) — 4:33 (з перезаписаного альбому «The Savage Poetry»)
10. «Deadmaker» — 5:18 (з альбому «Kingdom of Madness»)
11. «Land of the Miracle» — 6:32 (з альбому «Theater of Salvation»)
12. «Until We Rise Again» — 4:28 (з альбому «Vain Glory Opera»)
13. «The Unbeliever» — 5:47 (з альбому «Theater of Salvation»)

### Disc Two
1. «The Devil and the Savant» — 5:29 (з обмеженого видання альбому «Mandrake»)
2. «Wings of a Dream» (версія 2001 року) — 5:06 (з синглу «Painting on the Wall»)
3. «For a Trace of Life» — 4:11 (японський бонус трек з альбому «Theater of Salvation»)
4. «But Here I Am» — 4:35 (з альбому «Vain Glory Opera»)
5. «La Marche des Gendarmes» — 2:48 (з французького видання альбому «Mandrake»)
6. «Avantasia» (Live) — 5:26 (з альбому «Burning Down the Opera»)
7. «Walk on Fighting» (Live) — 5:18 (японський бонус трек з альбому «Theater of Salvation»)
8. «Wake up the King» (Live) — 8:46 (раніше не видавалася)
9. «All the Clowns» (відео кліп)
10. «The Headless Game» (концертне відео)[1]

## Учасники
- Тобіас Саммет — вокал, бас-гітара (Диск 1: треки 5, 7, 10, 12 — Диск 2: трек 4)
- Тобіас 'Еггі' Ексель — бас-гітара (Диск 1: треки 1, 2, 4, 6, 8, 9, 11, 13 — Диск 2: треки 1-3, 5-8)
- Йенс Людвіг — соло-гітара (усі композиції)
- Дірк Зауер — ритм-гітара (усі композиції)
- Фелікс Бонке — ударні (Диск 1: треки 1, 2, 4, 6, 8, 9, 11, 13 — Диск 2: треки 1-3, 5-8)
- Домінік Шторх — ударні (Диск 1: трек 10)
- Франк Лінденталь — ударні (Диск 1: треки 3, 5, 7, 12 — Диск 2: трек 4)